# Dülük
Dülük (en armenio: Տլուք, romanizado: Tlukʿ) es un barrio del municipio y distrito de Şehitkamil, en la provincia de Gaziantep, Turquía. Su población es de 2.826 habitantes (2022). Se encuentra a unos 10 kilómetros del centro de la ciudad de Gaziantep. Su nombre antiguo era Doliche o Dolique (griego: Δολίχη).

## Historia
Los hallazgos en "Tell Dülük" incluyen herramientas de piedra de hace 30 a 40 mil años. Estas herramientas pertenecen a una cultura Neolítica, extraoficialmente denominada 'cultura Dolichana' por los investigadores.

### Período hitita
Durante el periodo hitita, era una parada en la vía que unía el Mediterráneo con Mesopotamia. También era un centro religioso. El santuario del dios hitita Teshub se encontraba justo al norte de la aldea.

### Período helenístico
En las fuentes literarias, la existencia de la colonia helenística no está atestiguada antes del siglo II a. C. Se especula que parte de la población colonial original de Doliche procedía de la ciudad homónima de Tesalia. El descubrimiento de asas de ánforas rodenas sugiere comunicaciones con el mar Egeo durante los siglos III y II a. C. Los seléucidas adoptaron el culto al dios-tormenta local como Zeus Doliqueno, identificado con Baal. En esta época era una pequeña ciudad en el camino de Germanicia a Zeugma.
En un tiempo se consideró que Doliche pertenecía a la antigua región de Cirréstica. Fue gobernada por el reino de Commagene "durante unos 35 años"; y tras ser gobernada por Antíoco Theos, podría haber sido incorporada a la provincia romana de Siria ya en el año 31 a. C.

### Período romano
Commagene fue anexionada definitivamente al Imperio romano en el año 72. Se incorporó a la provincia romana de Siria. Bajo dominio romano, Doliche siguió formando parte de la región de Commagene, una región de la provincia romana de Siria, y como ésta fue dividida en las provincias de Coele-Siria y, en última instancia, de Siria Eufratensis.
El culto a Júpiter Doliqueno se generalizó entre mediados del siglo II y mediados del siglo III, sobre todo, aunque no exclusivamente, en el ejército romano. Varios monumentos religiosos de Júpiter Doliqueno se refieren a él como el "dios de los commagineses".
Doliche acuñó sus propias monedas desde el reinado de Marco Aurelio hasta Caracalla. Entre los hallazgos arqueológicos de Doliche destacan un templo mitraico subterráneo, tumbas rupestres y canteras de piedra de las que se extraían gigantescos bloques de roca.
Marciano (griego antiguo: Μαρκιανὸς), seguidor de Apolonio de Atenas, era de Doliche.
En 2014, un equipo de arqueólogos alemanes de la Universidad de Münster anunció la excavación de un relieve que representaba a una deidad de la Edad del Hierro hasta entonces desconocida para ellos en una estela entre los restos de Mar Solomon, un monasterio medieval descubierto durante las excavaciones de 2010 en Doliche. El monasterio sólo se conocía a través de escritos que indicaban que había sido utilizado durante la época de las cruzadas. El Centro de Investigación de Asia Menor de la Universidad de Münster ha estado realizando excavaciones en el santuario principal de Júpiter Doliqueno bajo la dirección de Engelbert Winter y Michael Blömer y cuenta con el apoyo de la Fundación Alemana de Investigación (Deutsche Forschungsgesellschaft, DFG). El grupo internacional está formado por arqueólogos, historiadores, arquitectos, conservadores, arqueozoólogos, científicos especializados en geoinformación y trabajadores de las excavaciones. El trabajo de campo de Winter en el santuario se remonta a 2001.

### Historia medieval
La ciudad, de importancia estratégica debido a su ubicación en la intersección de las vías terrestres que unen las principales ciudades de la región, fue conquistada por Iyad ibn Ghanm durante las primeras décadas de las conquistas musulmanas. De ahí que se convirtiera en un puesto fronterizo del naciente califato islámico contra el Imperio bizantino, formando parte de la zona fronteriza fortificada (al-'Awasim) tras el reinado de Harún al-Rashid.
A mediados del siglo X, desempeñó un papel importante en el conflicto entre la resurgente Bizancio y el emirato hamdaní de Sayf al-Dawla, y fue retomada por los bizantinos en 962. La ciudad volvió a convertirse en campo de batalla durante las Cruzadas hasta que fue definitivamente capturada por el atabeg Nur al-Din de Alepo en 1155. Para entonces, había caído en la oscuridad, su fortaleza en ruinas y la antaño próspera ciudad reducida a una pequeña aldea.
Durante las Cruzadas, la ciudad se llamó Tulupa y formó parte del condado cruzado de Edesa.

## Historia eclesiástica
Doliche era una sede episcopal, sufragánea del metropolitano de Hierápolis Bambyce (capital de Eufratensis, en la diócesis civil de Oriens), en el dominio del patriarcado de Antioquía.
Se conocen los nombres de ocho de sus obispos bizantinos:
- Arquelao, presente en el Primer Concilio de Nicea (325), y en el Sínodo de Antioquía (341)
- Olimpio asistió al sínodo cismático de Filipópolis celebrado en 347 por obispos arrianos que se oponían a las decisiones del Concilio canónico de Sárdica (344)
- Cyrion en el Concilio de Seleucia (359)
- Maris, durante cuya consagración hacia 330 una mujer arriana apuñaló mortalmente a Eusebio de Samósata, enconado adversario de esa herejía; asistió al Primer Concilio de Constantinopla (381)
- Abibo, nestoriano, demasiado viejo en 431 para asistir al Concilio de Éfeso, que lo depuso como hereje en 434
- Atanasio, su sucesor elegido por el concilio
- Timoteo, corresponsal de Teodoreto de Ciro, presente en el Concilio de los Ladrones de Éfeso, en un Sínodo de Antioquía en 450 sobre la ortodoxia de Atanasio de Perra y en el Concilio de Calcedonia (451); en 457 firmó el decreto del Patriarca Genadio I de Constantinopla contra la simonía
- Filoxeno, sobrino del célebre Filoxeno de Hierápolis, depuesto como encratita Severiano en 518 por monofisismo; restituido en 533 tras retractarse de esa herejía en Constantinopla[11][15][16]

La sede figura en la primera Notitia Episcopatuum, hacia 840. Existe la dudosa afirmación de que Doliche ocupó más tarde el lugar de Hierápolis como metrópolis.
Aunque la conquista árabe acabó con las instituciones bizantinas, el cristianismo persistió. Del siglo VIII al siglo IX se conocen catorce obispos jacobitas.

### Sede titular
La diócesis fue restaurada nominalmente en el siglo XVIII por la Iglesia católica como obispado titular latino de Doliche (latín = Curiate italiano) / Dolichen(us) (latín).
Sólo ha tenido obispos de rango episcopal y, en 2023, está vacante. 